# Gabriele Geißler
Gabriele „Gaby“ Geißler, später Gabriele Orgis (* 1. November 1944 in Dresden; † 14. Juni 2006 in Berlin), war eine deutsche Tischtennisspielerin. Für die DDR gewann sie 1969 bei der Weltmeisterschaft die Silbermedaille.

## Werdegang
Zunächst war Gabriele Geißler im Schachspiel erfolgreich. 1958 wurde sie Schülermeisterin von Berlin-Ost. Danach verlegte sie den Schwerpunkt auf Tischtennis. Hier förderten verschiedene Trainer wie Gerhard Lasensky, Rainer Lotsch, Lothar Rönsch, Gerhard Jäkel und Heinz Haupt die Entwicklung der Abwehrspielerin. Fehlendes Talent glich sie durch beharrlichen Trainingseifer aus. Sie begann 1958 beim Verein SC Einheit Berlin, der sich später in TSC Berlin und 1967 in BSG Außenhandel Berlin umbenannte und 1990 wieder dem TSC Berlin anschloss. Hier spielte sie noch in der 2. Bundesliga. 1994 beendete sie ihre aktive Laufbahn.

## Erfolge in der DDR
Zwischen 1963 und 1980 beherrschte Gaby Geißler die Tischtennis-Szene bei den Damen in der DDR. Neunmal wurde sie DDR-Meisterin im Einzel. Von 1964 bis 1975 und 1977 bis 1981 wurde sie mit der BSG Außenhandel Berlin (bis 1967 TSC Berlin) jeweils DDR-Mannschaftsmeister und 1968 und 1969 außerdem Europapokalsieger der Landesmeister. 1990 spielte sie mit SG Friedrichstadt-Berlin in der Oberliga.

## Weltmeisterschaften
Bei insgesamt 4 WM-Teilnahmen erreichte sie 1967 das Viertelfinale im Damen-Einzel sowie bei insgesamt 3 EM-Teilnahmen 1968 das Viertelfinale im Damen-Einzel, -Doppel und im Gemischten Doppel.
Ihr größter internationaler Erfolg war der 2. Platz bei der Tischtennis-Weltmeisterschaft 1969 in München, wo sie im Endspiel trotz des Gewinns im 1. Satz der Japanerin Toshiko Kowada mit 1:3 unterlag. Vorher hatte sie gegen eine Koreanerin (5 Sätze), gegen Swetlana Grinberg (Sowjetunion, 4 Sätze), gegen die Westdeutsche Edith Wetzel (5 Sätze nach 0:2-Rückstand) sowie gegen die Japanerin Miho Hamada (erneut 5 Sätze nach 0:2-Rückstand) gewonnen.
Ihre Fairness bewies Gaby Geißler, als sie im 1. Satz des Endspiels beim Stande von 17:18 eine Fehlentscheidung des Schiedsrichters korrigierte und ihrer Gegnerin einen Punkt schenkte, indem sie absichtlich einen Ball verschlug.
Bis heute (2006) ist Gaby Geißler die einzige Deutsche, die nach dem Zweiten Weltkrieg bei einer WM das Endspiel erreichte. Bereits vor dem Krieg holte Astrid Krebsbach 1934 und 1936 zweimal die Silbermedaille.

## Ende der internationalen Karriere
1970 fiel Gaby Geißler in Ungnade. Sie weigerte sich, mit dem Verbandstrainer und SED-Funktionär Werner Rahnfeld zusammenzuarbeiten, außerdem warf man ihr Westkontakte vor. Daher wurde sie gesperrt und für die Europameisterschaft 1970 in Moskau nicht berücksichtigt. Auch der Verein BSG Außenhandel Berlin musste im Dezember 1970 beim Europacup der Landesmeister auf sie verzichten. Damit war ihre internationale Karriere beendet. Sie wurde rund 60-mal in die DDR-Nationalmannschaft berufen.
1969 begann sie ein Studium an der Hochschule für Ökonomie in Berlin und schloss dieses 1973 mit dem Diplom ab.
1989 geriet Geißler noch einmal ins Rampenlicht. Der DTTB hatte sie zusammen mit Heinz Schneider zu den Weltmeisterschaften nach Dortmund eingeladen. Der DTSB der DDR verweigerte zunächst die Ausreise. Daraufhin beschwerte sich Schneider per Brief bei Egon Krenz, der damals im SED-Politbüro für den Sport zuständig war. Auf westlicher Seite setzte sich Wolfgang Mischnick (Fraktionsvorsitzender der FDP) für die Ausreise ein. Mit Erfolg, Schneider und Gabriele Orgis-Geißler durften doch nach Dortmund reisen.
Geißler-Orgis starb an den Folgen einer Krebserkrankung.

## Familie
Gabriele Geißler war verheiratet mit dem Chemiker Joachim Orgis. Sie hatte einen Sohn.

## Erfolge
- Weltmeisterschaften
  - 1963 in Prag: 5. Platz mit Team
  - 1965 in Ljubljana: 10. Platz mit Team
  - 1967 in Stockholm: Viertelfinale Einzel (verlor gegen die spätere Weltmeisterin Sachiko Morisawa), 8. Platz mit Team
  - 1969 in München: 2. Platz Einzel, 7. Platz mit Team

- Europameisterschaften
  - 1961 in Bad Blankenburg (Jugend-EM): 3. Platz mit Team der Mädchen
  - 1964 in Malmö: 7. Platz mit Team
  - 1966 in London: Viertelfinale Einzel, 7. Platz mit Team
  - 1968 in Lyon: Viertelfinale Einzel, Viertelfinale Doppel, Viertelfinale Mixed, 6. Platz mit Team

- Europapokal der Landesmeister (European Club Cup of Champions)
  - 1968 - 1. Platz mit BSG Außenhandel Berlin
  - 1969 - 1. Platz mit BSG Außenhandel Berlin

- DDR-Meisterschaften
  - 1964 in Schwerin – 1. Platz Einzel
  - 1965 in Berlin – 1. Platz Einzel, 2. Platz Doppel mit Doris Hovestädt
  - 1966 in Jena – 1. Platz Doppel mit Doris Hovestädt
  - 1967 in Görlitz – 1. Platz Einzel, 1. Platz Doppel mit Doris Hovestädt
  - 1968 in Schkeuditz – 2. Platz Einzel, 1. Platz Doppel mit Doris Hovestädt, 1. Platz Mixed mit Siegfried Lemke
  - 1969 in Dresden – 1. Platz Doppel mit Doris Hovestädt
  - 1970 in Halle-Neustadt – 1. Platz Einzel, 1. Platz Doppel mit Doris Hovestädt
  - 1971 in Freiberg – 1. Platz Einzel, 1. Platz Doppel mit Doris Hovestädt, 1. Platz Mixed mit Bernd Raue
  - 1972 in Eisenach – 2. Platz Einzel, 1. Platz Doppel mit Doris Hovestädt
  - 1973 in Blankenburg(Harz) – 2. Platz Einzel, 2. Platz Doppel mit Rita Möbes, 1. Platz Mixed mit Bernd Raue
  - 1974 in Erfurt – 1. Platz Einzel, 2. Platz Doppel mit Carla Strauß, 2. Platz Mixed mit Bernd Raue
  - 1975 in Brandenburg – 1. Platz Einzel, 1. Platz Doppel mit Marina Lange
  - 1976 in Ludwigslust – 2. Platz Einzel, 2. Platz Doppel mit Ellen Stöckel, 1. Platz Mixed mit Bernd Raue
  - 1978 in Berlin – 1. Platz Einzel
  - 1979 in Eberswalde – 1. Platz Einzel, 1. Platz Doppel mit Karin Kromnik, 1. Platz Mixed mit Norbert Drescher
  - 1980 in Leipzig – 2. Platz Einzel, 1. Platz Mixed mit Norbert Drescher

- Internationale Meisterschaften
  - 1965 in DDR – 3. Platz Einzel, 1. Platz Doppel mit Doris Hovestädt
  - 1966 in Polen – 1. Platz Doppel mit Erika Richter, 1. Platz Team
  - 1967 in Jugoslawien – 2. Platz Einzel
  - 1968 in Polen – 1. Platz Einzel, 1. Platz Doppel mit Doris Hovestädt, 1. Platz Team
  - 1968 in CSSR – 3. Platz Einzel, 2. Platz Doppel
  - 1969 in DDR – 2. Platz Einzel, 2. Platz Doppel, 1. Platz Team
  - 1969 in Ungarn – 2. Platz Einzel, 1. Platz Doppel mit Doris Hovestädt
  - 1969 in Jugoslawien – 2. Platz Mixed
  - 1971 in DDR – 1. Platz Doppel mit Doris Hovestädt
  - 1973 in DDR – 2. Platz Doppel
  - 1979 in DDR – 3. Platz Einzel

- DDR-Mannschaftsmeisterschaften
  - 1964 in Schwerin – 1. Platz mit TSC Berlin
  - 1965 in Berlin – 1. Platz mit TSC Berlin
  - 1966 in Jena – 1. Platz mit TSC Berlin
  - 1967 in Görlitz – 1. Platz mit TSC Berlin
  - 1968 in Schkeuditz – 1. Platz mit BSG Außenhandel Berlin
  - 1969 in Dresden – 1. Platz mit BSG Außenhandel Berlin
  - 1970 in Halle-Neustadt – 1. Platz mit BSG Außenhandel Berlin
  - 1971 in Freiberg – 1. Platz mit BSG Außenhandel Berlin
  - 1972 in Eisenach – 1. Platz mit BSG Außenhandel Berlin
  - 1973 in Blankenburg(Harz) – 1. Platz mit BSG Außenhandel Berlin
  - 1974 in Erfurt – 1. Platz mit BSG Außenhandel Berlin
  - 1975 in Brandenburg – 1. Platz mit BSG Außenhandel Berlin
  - 1976 in Ludwigslust – 1. Platz mit BSG Außenhandel Berlin
  - 1977 in Cottbus – 2. Platz mit BSG Außenhandel Berlin
  - 1978 in Berlin – 1. Platz mit BSG Außenhandel Berlin
  - 1979 in Eberswalde – 1. Platz mit BSG Außenhandel Berlin
  - 1980 in Leipzig – 1. Platz mit BSG Außenhandel Berlin
  - 1981 in Finsterwalde – 1. Platz mit BSG Außenhandel Berlin
  - 1982 in Freiberg – 2. Platz mit BSG Außenhandel Berlin
  - 1984 in Zwickau – 2. Platz mit BSG Außenhandel Berlin

- DTTV Ranglistenturniere
  - 1976 in Zwickau – 1. Platz

- Nationale deutsche Seniorenmeisterschaften
  - 1990 in Itzehoe – 2. Platz Einzel (Ü40)
  - 1991 in Hagen – 2. Platz Doppel mit Ev-Kathleen Zemke (Ü40)
  - 1992 in Zweibrücken – 1. Platz Doppel mit Ev-Kathleen Zemke (Ü40)

## Turnierergebnisse
| Verband | Veranstaltung       | Jahr | Ort       | Land | Einzel        | Doppel        | Mixed         | Team |
| ------- | ------------------- | ---- | --------- | ---- | ------------- | ------------- | ------------- | ---- |
| GDR     | Europameisterschaft | 1968 | Lyon      | FRA  | Viertelfinale | Viertelfinale | Viertelfinale |      |
| GDR     | Europameisterschaft | 1966 | London    | ENG  | Viertelfinale |               |               |      |
| GDR     | Weltmeisterschaft   | 1969 | München   | FRG  | Silber        | letzte 16     | keine Teiln.  | 7    |
| GDR     | Weltmeisterschaft   | 1967 | Stockholm | SWE  | Viertelfinale | letzte 16     | letzte 64     | 8    |
| GDR     | Weltmeisterschaft   | 1965 | Ljubljana | YUG  | letzte 64     | letzte 16     | letzte 32     | 10   |